# Алисса Бренч
Алисса Бренч (англ. Alyssa Branch, род. 17 февраля 1992, Детройт, Мичиган) — американская порноактриса.

## Биография
Родилась 17 февраля 1992 года в Детройте. О ранней жизни известно мало. В 2010 году переезжает в Лос-Анджелес (Калифорния), чтобы начать карьеру в качестве порноактрисы.
Дебют в кино состоялся в фильме Let Me Suck You 2 студии Elegant Angel, где Алисса снялась вместе с Эйден Старр, Тиффани Стар, Айви Уинтерс, Брианой Блэр, Чарли Чейз и Кэти Сент-Айвс.
Снималась для таких студий, как New Sensations, Naughty America, Girlfriends Films, Vivid, Diabolic, Red Light District, Lethal Hardcore, Adam & Eve и других.
В 2012 году была номинирована на XBIZ Award как лучшая старлетка. Много номинаций последовало в 2013 году, среди которых можно выделить номинацию на AVN Awards в категории «непризнанная актриса года» и номинацию на XBIZ Award в категории «лучшая секс-сцена в пародийном фильме» за Pretty Lady.
В 2014 году была номинирована на AVN Awards в категории «лучшая актриса второго плана» за фильм Bridesmaids («Подружки невесты»).
Ушла из индустрии в 2017 году, снявшись более чем в 180 фильмах.

## Награды и номинации
| Год  | Церемония         | Результат | Номинация                             | Работа       |
| ---- | ----------------- | --------- | ------------------------------------- | ------------ |
| 2012 | XBIZ Award        | Номинация | Лучшая старлетка                      | н/д          |
| 2013 | AVN Awards        | Номинация | Непризнанная актриса года             | н/д          |
| 2013 | Inked Awards      | Номинация | Сцена года                            | Bitter Sweet |
| 2013 | Sex Awards        | Номинация | Порнозвезда года                      | н/д          |
| 2013 | Spank Bank Awards | Номинация | Самая красивая соблазнительница       | н/д          |
| 2013 | Spank Bank Awards | Номинация | Самая фотогеничная                    | н/д          |
| 2013 | Spank Bank Awards | Номинация | Мастурбатор года                      | н/д          |
| 2013 | XBIZ Award        | Номинация | Лучшая секс-сцена в пародийном фильме | Pretty Lady  |
| 2014 | AVN Awards        | Номинация | Лучшая актриса второго плана          | Bridesmaids  |

## Избранная фильмография
- Redheads Are Sexy 4[9],
- Co Eds With Large Labia[10],
- Fast Times At Naughty America University 8[11], Good Vibrations[12],
- Itty Bitty Titty Committee[13],
- My Teenage Blog[14],
- Pornstar Training[15],
- Thrilla In Vanilla 6[16],
- Young Mouth Club[17].